# Voicenotes
 (mai 2018).
Si vous disposez d'ouvrages ou d'articles de référence ou si vous connaissez des sites web de qualité traitant du thème abordé ici, merci de compléter l'article en donnant les références utiles à sa vérifiabilité et en les liant à la section « Notes et références ».
Albums de Charlie Puth
Nine Track Mind
(2016)
Singles
1. Attention
Sortie : 21 avril 2017
2. How Long
Sortie : 19 octobre 2017
3. Done for me
Sortie : 21 avril 2018
4. The Way I Am
Sortie : 9 juillet 2018

Voicenotes est le second album studio de Charlie Puth, sorti le 11 mai 2018 (sortie initialement prévue le 19 janvier 2018). 
Le premier single de l'album est Attention, qui a été dévoilé le 21 avril 2017. Le single a atteint la première place dans plusieurs pays. Le second single How Long est sorti le 19 octobre 2017. Le troisième single Done For Me, avec Kelhani, est sorti le 21 avril 2018. Le quatrième single The Way I Am est sorti le 9 juillet 2018.

## Liste des pistes
| No  | Titre                                       | Producteurs | Durée |
| --- | ------------------------------------------- | ----------- | ----- |
| 1.  | The Way I Am                                | Puth        |       |
| 2.  | Attention                                   |             |       |
| 3.  | LA Girls                                    | Puth        |       |
| 4.  | How Long                                    |             |       |
| 5.  | Done For Me (featuring Kelhani)             | Puth        |       |
| 6.  | Patient                                     |             |       |
| 7.  | If You Leave Me Now (featuring Boyz II Men) |             |       |
| 8.  | BOY                                         | Puth        |       |
| 9.  | Slow It Down                                |             |       |
| 10. | Change (featuring James Taylor)             | Puth        |       |
| 11. | Somebody Told Me                            | Puth        |       |
| 12. | Empty Cups                                  | Puth        |       |
| 13. | Through It All                              |             |       |